# Gävle Maria distrikt
Gävle Maria distrikt är ett distrikt i Gävle kommun och Gävleborgs län. Distriktet ligger i tätorten Gävle och omfattar stadsdelen Sätra.

## Tidigare administrativ tillhörighet
Distriktet inrättades 2016 och utgörs av en del av området som före 1971 utgjorde Gävle stad i dess omfattning före 1969.
Området motsvarar den omfattning Gävle Maria församling hade vid årsskiftet 1999/2000 och som den fick 1978 efter utbrytning ur Gävle Heliga Trefaldighets församling.

## Tätorter och småorter
I Gävle Maria distrikt finns en tätort men inga småorter.

### Tätorter
- Gävle (del av)